# Jymie Merritt

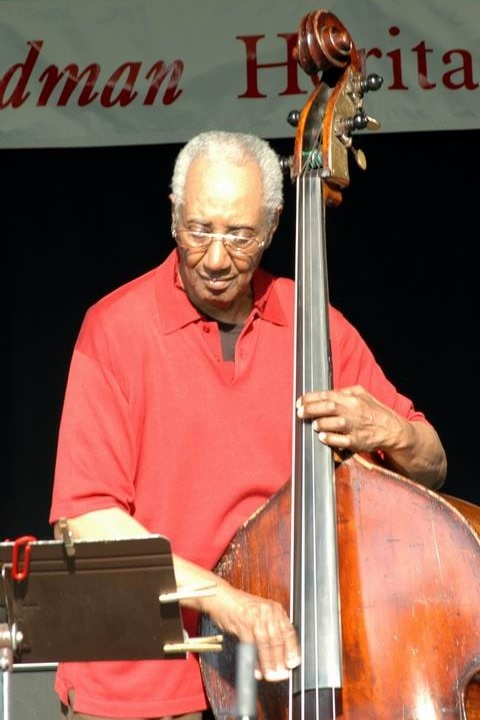
Jymie Merritt (2008)

Jymie Merritt (* 3. Mai 1926; † 11. April 2020) war ein US-amerikanischer Jazz-Bassist des Hardbop. Er spielte mit
Art Blakeys Jazz Messengers.

## Leben und Wirken
Jymie Merritt wuchs in Philadelphia auf, wo er eine klassische Ausbildung als Kontrabassist erhielt. Bekannt wurde er als Mitglied von Art Blakeys Jazz Messengers, denen er von 1958 bis 1962 angehörte; er wirkte in dieser Zeit an deren Blue Note-Alben Moanin' (1958), A Night in Tunisia und Mosaic (1961) mit. Ende der 1950er Jahre hatte er ein kurzlebiges Quintett mit dem Saxophonisten Bobby Jaspar; außerdem begleitete er 1958 Benny Golson bei seinem Album The Other Side of Benny Golson und Wayne Shorter bei dessen frühen Vee-Jay-Album Wayning Moments 1962.
In späteren Jahren war Jymie Merritt an Aufnahmen von Max Roachs Quintett (1965–1968) und dem Lee Morgan Quintet (1970–1972) beteiligt, wie Morgans Album The Complete Live at the Lighthouse. Außerdem spielte er in Dizzy Gillespies Big Band und Quintett sowie mit Al Haig und Archie Shepp.
Neben seiner Arbeit in der Nachwuchsförderung in seiner Heimatstadt spielte er von 1998 bis 2005 regelmäßig in einem Jazz-Duo im Restaurant The Prime Rib in Philadelphia.
Merritt gilt als Erfinder des Ampeg-Bass, einem Hybrid aus elektrischem und akustischem Bass-Instrument.

## Lexikalischer Eintrag
- Richard Cook, Brian Morton: The Penguin Guide of Jazz on CD. 6. Auflage. Penguin, London 2002, ISBN 0-14-051521-6.